# Konštantín Horecký
Konštantín Horecký (19. května 1925, Majcichov – 5. února 2011, Bratislava) byl slovenský spisovatel a novinář.

## Životopis
Nejprve publikoval v časopisech, jeho první román vyšel v roce 1952. Působil v nakladatelství Osveta, které pomohl založit.
Po roce 1968 byl z politických důvodů sledován a nuceně a pod dozorem žil v západních Čechách, jeho díla nebyla vydávána.

## Dílo
- V zápase, 1952
- Zločin kráča Európou, 1997
- Barónova čierna perla, 2003
- Nad priepasťou, 2007
- Veselé rozprávanie o ceste do Turecka, 35 povídek pro děti, 2008